# Bürgermeisterei Eitorf

Das Siegel des Königlich-Preussischen Bürgermeisteramtes

Die Bürgermeisterei Eitorf war eine der acht preußischen Bürgermeistereien im 1816 gebildeten Kreis Uckerath im Regierungsbezirk Köln. 1820 kam die Bürgermeisterei Eitorf zum Kreis Siegburg (1825 in Siegkreis umbenannt) und 1822 zur damals neu gebildeten Rheinprovinz. Der Verwaltungsbezirk der Bürgermeisterei Eitorf umfasste die beiden Gemeinden Eitorf und Merten.
1927 wurde die Bürgermeisterei Eitorf in Amt Eitorf umbenannt. 1935 wurde es aufgelöst und Eitorf wurde amtsfreie Gemeinde. Der Verwaltungsbezirk der Bürgermeisterei entspricht im Wesentlichen dem Gebiet der heutigen Gemeinde Eitorf im Rhein-Sieg-Kreis in Nordrhein-Westfalen.

## Gemeinden und zugehörige Ortschaften
Zur Bürgermeisterei gehörten folgende Gemeinden und Ortschaften (Stand 1885; heutige Schreibweise):
- Gemeinde Eitorf mit den Ortschaften Alzenbach, Baleroth, Bitze, Blumenhof, Bohlscheid, Büsch, Dickersbach, Diedrichshof, Eitorf, Forst, Halft, Halfterfähre, Halftermühle, Harmonie, Hatzfeld, Hausen, Hecke, Hoffstadt, Hombach, Hönscheid, Holzfurkermühle, Hove, Huckenbröl, Hüppelröttchen, Irlenborn, Josefshöhe, Käsberg, Kehlenbach, Kelters, Keuenhof, Köttingen, Kreisfeld, Lascheid, Lindscheid, Linkenbach, Mierscheid, Mittelottersbach, Mühleip, Müllenacker, Nannenhohn, Nennsberg, Niederbohlscheid, Niederottersbach, Obenroth, Oberbohlscheid, Obereip, Obereiper Mühle, Oberottersbach, Plackenhohn, Probach, Rankenhohn, Rodder, Scheidsbach, Schellberg, Schellenbruch, Siebigteroth, Siegbrücke, Stein, Sterzenbach, Wassack, Welterode, Weyerhof, Wilbertzhohn, Wilkomsfeld und Wissbonnen.

- Gemeinde Merten mit den Ortschaften Bach, Balenbach, Bourauel, Bruch, Büsch, Driesch, Happach, Harmonie, Hatzfeld, Heckerhof, Hohn, Jägerroth, Juckenbach, Leye, Lützgenauel, Merten, Schiefen, Schmelze, Storch, Untenroth, Wassack und Weiden. Die Gemeinde Merten wurde zum 1. Januar 1935 in die Gemeinde Eitorf eingegliedert.[2]

## Geschichte
Das Verwaltungsgebiet der Bürgermeisterei Eitorf war bis zum Beginn des 19. Jahrhunderts Teil des Amtes Blankenberg im Herzogtum Berg, das 1806 im Zusammenhang mit der Bildung des Rheinbundes im Großherzogtum Berg aufging. Mit der Einführung der Munizipalverfassung durch die „Provinzial- und Gemeinde-Verwaltungsordnung für das Großherzogtum Berg“ vom 18. Dezember 1808 wurde durch Napoléon Bonaparte die Mairie Eitorf gebildet. Die Mairie gehörte zum Kanton Eitorf, Arrondissement Siegen im Département Sieg.
Aufgrund der Beschlüsse auf dem Wiener Kongress wurde 1815 der wesentliche Teil des Rheinlands dem Königreich Preußen zugeordnet. Unter der preußischen Verwaltung wurden 1816 Regierungsbezirke, Kreise und Bürgermeistereien sowie zugehörige Gemeinden gebildet. Die Bürgermeisterei Eitorf gehörte zunächst zum Kreis Uckerath im Regierungsbezirk Cöln. 1820 wurde der Kreis Uckerath aufgelöst und dem Kreis Siegburg (ab 1825 Siegkreis) zugeführt. Das Verwaltungsgebiet der Bürgermeisterei gehörte zunächst zur Provinz Jülich-Kleve-Berg, die 1822 mit der Provinz Großherzogtum Niederrhein zur Rheinprovinz zusammengefasst wurde.
So wie alle Landbürgermeistereien in der Rheinprovinz wurde die Bürgermeisterei Eitorf 1927 in „Amt Eitorf“ umbenannt.

## Statistiken 19. Jahrhundert
Nach der „Topographisch-Statistischen Beschreibung der Königlich Preußischen Rheinprovinz“ aus dem Jahr 1830 gehörten zur Bürgermeisterei Eitorf zwei Dörfer (Eitorf und Merten), 41 Weiler, 31 einzeln stehende Höfe und neun Mühlen. Der Ort Eitorf war Sitz eines Friedensgerichts für die Bürgermeistereien Eitorf, Ruppichteroth, Much und Herchen. Der Bevölkerung standen drei Kirchen und Kapellen zur Verfügung. Weiterhin gab es drei öffentliche Gebäude und 715 Privatwohnhäuser. Im Jahr 1816 wurden in den zur Bürgermeisterei gehörenden Ortschaften insgesamt 3.602 Einwohner gezählt, 1828 waren es 4.063 Einwohner, darunter 1.929 männliche und 2.134 weibliche; 4.012 Einwohner gehörten dem katholischen, 41 dem evangelischen und 10 dem jüdischen Glauben an.
Weitere Details entstammen dem „Gemeindelexikon für das Königreich Preußen“ aus dem Jahr 1888, das auf den Ergebnissen der Volkszählung vom 1. Dezember 1885 basiert. Im Verwaltungsgebiet der Bürgermeisterei Eitorf lebten insgesamt 6.385 Einwohner in 1.203 Gebäuden und 1.304 Haushalten; 3.100 der Einwohner waren männlich und 3.285 weiblich. Bezüglich der Religionszugehörigkeit waren 6.086 katholisch, 275 evangelisch, 9 waren „sonstige Christen“; die 15 Juden waren in Eitorf ansässig.
1885 betrug die Gesamtfläche der beiden zugehörigen Gemeinden 6.987 Hektar, davon waren 2.541 Hektar Ackerland, 501 Hektar Wiesen und 3.498 Hektar Wald.

## Infrastruktur 1910
Neben dem Bürgermeister und zwei Beigeordneten gab es 1910 zwei Bürgermeistersekretäre und einen Verwaltungssekretär. Für die Ordnung sorgten zwei Polizeibeamte, einen Fußgendarm, ein Vollziehungsbeamter, ein Wegeaufseher und ein Nachtwächter.
Außerdem gab es in der Bürgermeisterei ein Krankenhaus, drei Ärzte, einen Tierarzt, eine Apotheke, fünf Hebammen, eine Ortskrankenkasse, ein Amtsgericht, ein Königliches Katasteramt, einen Notar, ein Postamt und eine Königliche Eisenbahnstation.
Neben einer Höheren Schule für Mädchen und einer Höheren Schule für Knaben gab es in Eitorf eine Gewerbliche Fortbildungsschule sowie Volksschulen in Eitorf, Alzenbach, Bohlscheid, Irlenborn, Mühleip und Merten.